# Cerodontha butomomyzina
Cerodontha butomomyzina este o specie de muște din genul Cerodontha, familia Agromyzidae, descrisă de Spencer în anul 1969.
Este endemică în New Brunswick. Conform Catalogue of Life specia Cerodontha butomomyzina nu are subspecii cunoscute.